# Hypomares brunneus
Hypomares brunneus är en skalbaggsart som först beskrevs av Thomson 1858.  Hypomares brunneus ingår i släktet Hypomares och familjen långhorningar.
Artens utbredningsområde är Gabon. Inga underarter finns listade i Catalogue of Life.